# Rasbora daniconius
Rasbora daniconius è un pesce d'acqua dolce appartenenti alla sottofamiglia dei Rasborinae, conosciuta comunemente come rasbora snella.

## Distribuzione e habitat
Sud-Est Asiatico. Diffusa in alcuni corsi d'acqua della Birmania, nelle maggiori isole della Sonda e della Thailandia. Presente anche nello Sri Lanka ed in India e Pakistan.
Frequenta una varietà di ambienti ad acque ferme o poco mosse, dai fiumi con fondali sabbiosi fino agli stagni. Popola anche acque torbide.

## Descrizione
Ha una striscia scura orizzontale lungo tutto il corpo. La linea laterale è quasi completa. Misura eccezionalmente fino a 15 cm, più comunemente fino a 8 cm.

## Biologia
Forma branchi numerosi.

## Riproduzione
Sembra che si riproduca durante la stagione delle piogge.

## Alimentazione
Si nutre in superficie di insetti acquatici e detrito organico.

## Acquariofilia
Facile da allevare in acquario.

## Stato di conservazione
Questa specie non sembra essere colpita da un forte declino, tuttavia le minacce per questa specie e del suo habitat attualmente conosciute sono: la cattura per il commercio acquariofilo e come alimento per il pollame.